# Allium saposhnikovii
Allium saposhnikovii är en amaryllisväxtart som beskrevs av Ennafa Vasil'evna Nikitina. Allium saposhnikovii ingår i släktet lökar, och familjen amaryllisväxter. Inga underarter finns listade i Catalogue of Life.